# Чжу Чжэньхэн
Чжу Чжэньхэ́н (кит. 朱震亨, пиньинь Zhū Zhènhēng, 1281—1358) — китайский медик времен империи Юань, основатель собственной медицинской школы.

## Биография
Родился в уезде Иу округа Сучжоу (в современной провинции Чжэцзян). Его предки проживали рядом с рекой Даньси, от чего он в дальнейшем получил прозвище Даньсийский наставник (Даньси-сяньшэн). Увлекаясь с детства литературой и философией, прежде всего неоконфуцианством Чжу Си, со временем Чжу Чжэньхэн стал достаточно образованным человеком. Он готовился стать чиновником и в 1311 году успешно сдал экзамены на ученую степень. Но когда его мать тяжело заболела, он решил посвятить себя медицине.
Изучая древнюю медицинскую классику, он решил, что медицина требует дальнейшего развития. Чжу Чжэньхэн отправился на поиски учителя и в Цяньтане (современный Ханчжоу) встретился с известным врачом Ло Чжити, у которого некоторое время брал уроки. Однако окончив обучение, Чжу Чжэньхэн не стал его последователем и, вернувшись домой, разработал своё учение, которое сначала вызвало критику со стороны других врачей, однако позволило эффективно лечить ряд заболеваний. Благодаря лечению Чжу его мать выздоровела. До конца жизни Чжу Чжэньхэн получил известность и признание.

## Школа медицины
Согласно учению Чжу Чжэньхэна, абсолютное большинство заболеваний происходит вследствие того, что в организме находится избыток энергии ян, а инь недостаточно и, в частности, активная янская стихия приводит к жару в печени (кит. 相火, палл. сянхо), ответственный за «перикард» и 3 функциональные системы: «верхнюю», которая находится выше диафрагмы и включает в себя сердце и лёгкие, «среднюю», которая находится между диафрагмой и пупком и включает селезёнку, желудок, печень, жёлчный пузырь, и «нижнюю», которая находится ниже пупка и включает почки, мочевой пузырь, толстую и тонкую кишки), поэтому лечение должно заключаться в «усилении инь» (кит. трад. 養陰, палл. ян инь) и «подавлении огня» (кит. трад. 降火, палл. цзян хо), вследствие чего его школа получила название «Школа взращивания инь» (кит. трад. 養陰 學派, палл. Ян инь сюэпай) или «Школой выращивания инь» (кит. трад. 滋陰 學派, палл. инь цзы сюэпай).
Селезёнку и желудок Чжу считал главным источником пневмы-ци (氣), которую можно перераспределять так, чтобы поддерживать в организме силы инь. Причины болезней видел в застоях пневмы, влаги, флегмы, огня, крови и пищи. Чжу Чжэньхэн был сторонником иньской диеты и ограничений в сексуальных желаниях. Для лечения предлагал средства седативного действия, в частности покой, психотерапию, успокоительные настойки (валерьяна, лимонник и проч.).
Его учениками были Вэн Люй, Дай Сигун, Ван Лунь, Ван Цзи. Школа продолжала существовать и во времена династии Мин.

## Работы
Чжу Чжэньхэн оставил после себя множество произведений. Самыми известными являются «Гэ чжи юйлунь» (格致餘論, «Полувысказанные рассуждения о классификации вещей и совершенствовании знаний» в 1 цзюане), «Цзюйфан фахуэй» (局方發揮, «Исчерпывающее раскрытие официальных рецептов» в 1 цзюане), «Цзинь гуйгоу сюань» (金匱 鉤玄, «Открытие сокровенного из золотого ящика» в 3 цзюанях), «Бэньцао яньи буи» (本草衍義補遺, «Развитие и травники» в 1 цзюане), «Даньси синьфа» (丹溪心法, «Профессиональные секреты Даньси» в 5 цзюанях), Даньси синьфа фуюй (丹溪心法附餘, "Дополнение к «Профессиональным секретам Даньси» в 24 цзюанях).